# زیردریایی یو-۴۷۵
زیردریایی یو-۴۷۵ (به انگلیسی: German submarine U-475) یک زیردریایی بود که طول آن ۶۷٫۱ متر (۲۲۰ فوت ۲ اینچ) بود. این زیردریایی در سال ۱۹۴۳ ساخته شد.